# 3-D Ultra Radio Control Racers
3-D Ultra Radio Control Racers est un jeu vidéo de course développé par Dynamix et édité par Sierra Entertainment, sorti en 1999 sur Windows.

## Accueil
- Gamekult : 5/10 (Deluxe - Traxxas Edition)[1]